# Włodzimierz Kowalewski (pisarz)
Włodzimierz Kowalewski (ur. 11 listopada 1956 w Olsztynku) – prozaik polski, krytyk literacki, felietonista radiowy, nauczyciel.

## Życiorys
Ukończył studia polonistyczne na Uniwersytecie Mikołaja Kopernika w Toruniu, pracował jako nauczyciel języka polskiego w szkołach podstawowych w Steklinku i Wipsowie, następnie w II Liceum Ogólnokształcącym im. Konstantego Ildefonsa Gałczyńskiego w Olsztynie. Współpracował ze stowarzyszeniem kulturalnym i pismem "Borussia" oraz "Przeglądem Artystyczno-Literackim" w Toruniu.
Opublikował m.in. zbiory wierszy Idę do Ciebie spod sklepionego łuku bramy (1981) i Epoka przyćmiona (1981), zbiory opowiadań Cztery opowiadania o śmierci (1993), Powrót do Breitenheide (1997), Światło i lęk. Opowiadania starej daty (2003), Brzydki człowiek i inne opowiadania (2016), powieści Bóg zapłacz! (2000), Excentrycy (2007) i Ludzie moralni (2012). Za powieść Bóg zapłacz! i zbiory opowiadań Powrót do Breitenheide oraz Światło i lęk był nominowany do Nagrody Literackiej NIKE (1998, 2001, 2004). W 2003 otrzymał Nagrodę Literacką Miast Partnerskich Torunia i Getyngi im. S. B. Lindego [wraz z Barbarą Koehler]. Jego utwory doczekały się przekładów na języki niemiecki, litewski i węgierski.
Nominowany do Nagrody Literackiej Nike 2001 (za Bóg zapłacz!) oraz do Paszportów Polityki. Jego opowiadania ukazywały się między innymi w Austrii i na Węgrzech. 15 listopada 2003 roku uhonorowany Nagrodą Literacką im. Samuela Bogumiła Lindego. 15 stycznia 2004 został uhonorowany Nagrodą Prezydenta Miasta Olsztyn – otrzymał Statuetkę św. Jakuba w dziedzinie kultury. W 2008 otrzymał Literacką Nagrodę Warmii i Mazur za powieść Excentrycy, która doczekała się ekranizacji.